# CozyCot
CozyCot es una red social web (desde 2001) y una revista (desde 2010) para las mujeres de Asia Sudoriental (sobre todo Singapur), Asia Oriental y para los que emigraron de estas áreas, principalmente en América del Norte y Australia. 

## Descripción
CozyCot comenzó en noviembre de 2001 como un portal de Internet en Singapur, donde los miembros pueden compartir consejos y opiniones sobre moda y compras. Cuando la comunidad en línea creció, la fundadora Nicole Yee comenzó a organizar eventos en vivo para los miembros. Varias marcas de fragancia se dieron cuenta de la creciente comunidad y ofrecieron sus apoyo, proporcionando espacios para eventos. Siguieron otros proyectos comerciales (talleres, lanzamientos de productos, compras en línea etc), que (junto con la presencia del sitio web en el top 100.000 del ranking de Alexa) han apoyado a la decisión de convertir CozyCot en un negocio de riesgo. En 2002, Nicole Yee fundó CozyCot Pte Ltd, como la empresa gestora del portal, en 2007 contrató al primer empleado, y , en 2008, invirtió 100.000 dólares en el sitio web. Los ingresos superan 1 millones dólares en 2009, con un crecimiento del 115%.
La comunidad siguió creciendo, las lectoras de revistas para mujeres continuaron volviéndose hacia sitios web, desarrollando el portal en la mayor comunidad en línea para mujeres de Singapur, con más de 500.000 visitantes únicos cada mes. Se expandió también geográficamente, en el resto de la Asia oriental y a las mujeres asiáticas de EE. UU., Australia y Nueva Zelanda, CozyCot convirtiéndose en uno de los sitios web locales que "habían puesto Singapur sobre el mapa mundial". Desde 2006, ocupa cada año el primer lugar como el Primer Sitio Web de las Mujeres en el Hitwise Singapore Online Performance Award.
En octubre de 2009, MindShare anunció el lanzamiento de una telerrealidad en línea a CozyCot. El programa, nombrado Maridos en casa, se centra en un grupo de hombres que buscan demostrar que son igualmente hábiles a trabajo así como en el cuarto del bebé. Los participantes compiten en tareas de crianza de niños.
La empresa ha desarrollado también una presencia fuera de línea, abriendo Ninki-O, (tienda en Orchard Central) y el lanzando la revista CozyCot. En mayo de 2010, CozyCot designó Nielsen para la análisis web y la cuota de pantalla (el sitio es auditado por Nielsen desde 2005). Esto produjo, por primera vez en la región Asia Pacífico, una base de datos de CRM, los resultados muestrando una mayor orientación del público hacia opiniones y productos en línea.
En 2012, se lanzaron una nueva sección de foros para los usuarios de Malasia y una nueva sección de artículos en chino.

## Comunidad
Las usuarias de CozyCot, llamadas "cotters", interactúan en el foro, reseñando productos de belleza y también en los eventos en vivo. Un sistema de acumulación de puntos (de acuerdo con la actividad en el sitio) permite dar recompensas a las miembros.

## Foro
El foro inicial de los primeros años fue dedicado sobre todo a compartir consejos y opiniones sobre compras y la moda. Luego se expandió, cubriendo maternidad, habitación, carrera, finanzas, tecnología y bodas. Estos temas se denominan "canales" (28 a partir de abril de 2009). El foro fue notado por su diversidad de temas, algunos (como los de los balnearios y de las perfumes) notablemente ausente en la mayoría de otros foros. El idioma utilizado principalmente es el inglés, pero también se escribe en chino. Un debate sobre la cirugía plástica, con más de 1000 comentarios y 8 millones de visitas, ha sido discutado por el Hankook Ilbo, en relación con los opiniones de los chinos sobre este tema y el turismo cosmético en Corea del Sur.

## Reseñas
CozyCot tiene una biblioteca de más de 35.000 productos, que están disponibles para la evaluación de las miembros. Un software del escáner de iPhone permite mostrar los comentarios y reseñas disponible a CozyCot mediante la captura de los códigos de barras con la cámara de iPhones.

## Eventos
CozyCot acoge eventos que permiten a los miembros interactuar, a través de talleres, grupos focales, pruebas de carretera etc. En colaboración con el Citibank, CozyCot organizó CozyCot Holy Grail Private Party, el 6 - 7 de septiembre de 2008, para celebrar su 7.º aniversario, con el tema "la crème de la crème".
En su 9.º aniversario (4 de diciembre de 2010), CozyCot comenzó la campaña "Surrender Your Bras for a Cause" ("Entrega tu sujetador por una causa"), alentando a las mujeres a donar los sujetadores a los menos afortunados en el sudeste asiático, con la esperanza de hacer las mujeres de Singapur más conscientes de la falta de necesidades básicas, como los sujetadores, entre las mujeres y las niñas de los países vecinos. En el aniversario de 2011, la campaña consistió en una donación de la camisas, enviadas a Star Shelter, un refugio temporal para mujeres y niños que son víctimas de violencia familiar (bajo Singapore Council of Women Organization).
En "LoveFest 2011", un evento de cita rápida (8-9 de octubre de 2011), la característica que llamó la atención de la prensa fue el hecho de que los hombres participaron con los ojos vendados y se les alentó a evitar cuestiones relacionadas con la edad y la apariencia. Además, los hombres y las mujeres no se les permitió discutir sobre la ocupación y la situación financiera. Según el fundador de CozyCot, Nicole Yee, la idea era que "el aspecto físico no debe ser el más importante en una relación. Hay otros elementos más importantes, como el carácter de una persona, en términos de las aficiones y gustos personales, que son tan importantes en una relación."

## Publicaciones relacionadas
En abril de 2010, se lanzó la revista CozyCot (publicación mensual) con 25 páginas y con una tirada de 200.000 de ejemplares. En junio de 2011, siguió el mook con el mismo nombre, como una publicación trimestral, de 188 páginas, parte revista, parte libro, publicada en la prensa, así como en línea. Ambas versiones tienen el mismo aspecto y los mismos artículos e imágenes. La versión en línea incluye las características adicionales de interactividad.

## Premios
Desde 2006 CozyCot es el Primer Sitio Web de las Mujeres durante cuatro años consecutivos en Hitwise Singapore Online Performance Award. El sitio fue también el ganador de la categoría de Sitio Web de las Mujeres de Singapur en Digital Media of the Year 2011.